# Ciutadilla
Ciutadilla – mała miejscowość (220 mieszkańców w r. 2001) w powiecie Urgel, prowincji Lleida, w Katalonii w Hiszpanii. Znajduje się przy lokalnej drodze nr C14, ok. 10 km na południe od miasta Tàrrega i od zjazdu nr 504 z drogi szybkiego ruchu Lleida-Barcelona. Powierzchnia miasteczka i okolicznej gminy wynosi 17 km².
Pierwsze wzmianki o Ciutadilla pochodzą z wieku XI. W miasteczku zachowały się pozostałości niewielkiego średniowiecznego zamku, zbudowanego na wzgórzu.